# Чальяпата
Чальяпата (исп. Challapata, кечуа Ch'allapata) — город в западной части Боливии. Административный центр провинции Эдуардо-Авароа в департаменте Оруро.

## География
Расположен в 130 км от города Оруро, на высоте 3738 м над уровнем моря, на восточном берегу озера Поопо.

## Климат
Среднегодовая температура составляет около 8-9°С, от 4 (в июне и июле) до 11°С (в декабре). Годовой уровень осадков: 350 мм, с сухим сезоном с апреля по октябрь и сезоном дождей — с декабря по март.

## Население
Население по данным переписи 2001 года составляло 7683 человека; данные на 2010 год сообщают о населении 9482 человека.